# Strysza Buda
Strysza Buda [ˈstrɨʂa ˈbuda] (deutsch Nieder Mirchau, kaschubisch Strëszô Bùda) ist ein kaschubisches Dorf in der polnischen Woiwodschaft Pommern, im Powiat Kartuski und in der Gmina Kartuzy. Am Rande des Dorfes liegt der Kaschubische Landschaftspark direkt an der Łeba. Strysza Buda ist ein Teil des Schulzenamts Mirachowo (Mirchau).
Von 1975 bis 1997 gehörte das Dorf zur Woiwodschaft Danzig.
Strysza Buda ist der Geburtsort des kaschubischen Heimatschriftstellers Jan Trepczyk.